# Piotr II de Courtenay
Piotr II de Courtenay (zm. 1219) – cesarz Cesarstwa Łacińskiego w latach 1216–1217.
Był najstarszym synem Piotra I, pana de Courtenay (zm. 1183), najmłodszego syna króla Francji – Ludwika VI Grubego i Adelajdy de Maurienne. Jego matką była Elżbieta, dziedziczka de Courtenay.
Piotr II po raz pierwszy ożenił się z Agnieszką de Nevers, dzięki której został władcą trzech hrabstw Nevers, Auxerre i Tonnerre. Jego drugą żoną została Jolanta Flandryjska (zm. 1219), siostra Baldwina I i Henryka Flandryjskich, którzy byli kolejno pierwszym i drugim władcą Łacińskiego Cesarstwa Konstantynopola. W 1190 Piotr towarzyszył swojemu kuzynowi – królowi Francji, Filipowi Augustowi, w czasie III krucjaty. W 1209 i 1211 walczył zaś razem ze swoim bratem Robertem przeciw albigensom w czasie krucjaty przeciwko nim. Brał udział w oblężeniu Lavaur i w bitwie pod Bouvines (1214).
Kiedy w 1216 jego szwagier – cesarz Henryk, zmarł nie spłodziwszy wcześniej synów, Piotr został wybrany na jego następcę i z małą armią wyruszył z Francji, żeby objąć tron. 9 kwietnia 1217 w Rzymie został koronowany przez papieża Honoriusza III i wyruszył statkami do Konstantynopola. Po drodze jednak został uwięziony przez despotę Epiru – Teodora Dukasa Komnena, jego uwięzienie trwało dwa lata, a po tym czasie Piotr zmarł. Mimo że nigdy nie objął rządów nad cesarstwem, w jego imieniu rządziła Jolanta, a tron przeszedł kolejno na ich dwóch synów Roberta i Baldwina.

## Potomstwo
Z Agnieszką de Nevers, Piotr miał tylko jedną córkę:
- Mahaut (Maud, Matyldę) de Courtenay (zm. 1254), hrabinę Nevers, Auxerre i Tonerre.

Z Jolantą Flandryjską, Piotr miał 10 dzieci:
- Filipa (zm. 1226), markiza Namur,
- Roberta I (zm. 1228), cesarza Konstantynopola,
- Henryka (zm. 1229), markiza Namur,
- Baldwina II (zm. 1273), cesarza Konstantynopola,
- Małgorzatę, markizę Namur, żonę Raula d’Issoudun, potem Henryka, hrabiego Vianden,
- Elżbietę, żonę Waltera, hrabiego Bar, potem Eudesa, pana Montagu,
- Jolantę, żonę Andrzeja II, króla Węgier,
- Eleonorę, żonę Filipa de Montfort, lorda Tyru,
- Marię, żonę Teodora I Laskarysa, cesarza Nicei,
- Agnieszkę, żonę Gotfryda II Villehardouin, księcia Achai.

## Herby
| Rodu de Courtenay | Cesarstwa Łacińskiego |